# تل أسود (إسماعيلية)
تل أسود (بالفارسية: تل‌اسود) هي قرية وتقع في إيران في قسم إسماعيلية الريفي. يقدر عدد سكانها بـ 467 نسمة .